# Стивън Хопкинс (транспортен кораб)
Стивън Хопкинс (на английски: SS Stephen Hopkins) e транспортен кораб на САЩ от времето на Втората световна война. Името си получава в чест на един от бащите основатели на САЩ. Известен е с боя си с германския рейдер „Щир“ на 27 септември 1942 г.